# 京阪1500型電車 (初代)
京阪1500型電車（けいはん1500がたでんしゃ）は、京阪電気鉄道が同社初の半鋼製車体を採用した車両として1926年（大正15年）より導入した電車（制御電動車）である。
1929年（昭和4年）に実施された大改番にて500型（初代）と形式を改め、後年一部の車両は中間電動車580型および中間付随車550型に改造され、1976年（昭和51年）まで終始京阪線系統にて運用された。

## 仕様
1000型（初代）に引き続いて、1926年から1928年（昭和3年）にかけて22両が製造された。登場当時は3枚窓非貫通の両側運転台付で、側面割付は dD6D6Dd（dは乗務員用扉、Dは客用扉、数字は窓の数を指す）、台枠はトラス棒付であった。1501 - 1505は日本車輌製造製、1506 - 1508・1515・1516は梅鉢鉄工所（後の帝國車輛工業）製、1509・1510・1519 - 1522は田中車輌（現・近畿車輛）製、1511 - 1514・1517・1518は藤永田造船所製である。京阪は本形式の製造に先立って車両限界を拡大しており、1000型（初代）と比較すると約1m全長が長くなり、車体幅は約200mm拡幅された2,590mmとなった。このサイズは1910年の創業時に予定された大きさであったが、大阪市電との乗り入れ協定のために縮小を余儀なくされ、その後当時市営モンロー主義であった大阪市側に一方的に協定を反故にされてから15年以上が経過してようやく実現したものであった。
主電動機は東洋電機製造製 TDK-517A（72kW）、主制御器は1501 - 1510ではEE（デッカー）製C形、1511 - 1522では東洋電機製造製ES-152Aで、集電装置は当初トロリーポールであったが、1932年のパンタグラフ化後は東洋電機製造製 C3形を設置した。また、空気制動はWH製AMM、空気圧縮機はWH製DH-25、台車は住友製鋼所製ST78-34であった。なお、1501・1503・1507・1511・1512・1514 - 1516・1518・1519・1521・1522は制御車として竣功し、1927年から1929年にかけて順次電動車化された。これは変電所の増強が完了するのを待ったためである。
比較的地味な車両であるが、京阪線の車両ではこのあと1000型（2代）・1100型・1200型まで、基本的に本形式の制御器・主電動機・ブレーキシステムが踏襲（ほぼ標準化）され、形式問わず併結運用を可能とし、戦前の京阪線車両の基礎を作ったともいえる形式である。

## 変遷
1929年の形式変更で記号番号は千位の1を除いた500型となった。
1938年に天満橋 - 枚方東口（現・枚方市）間で3両連結運転が開始されたが、同時に両運転台が貫通化されるとともに、運転機器配置の関係から、運転台側乗務員扉が完全に閉鎖されて小窓が設置され、乗務員扉は車掌台側のみになった。
1949年頃から上半クリーム色・下半緑色の塗色になったが、1953年から1959年にかけて、ナニワ工機で台枠を流用して車体を新造する形で更新工事が実施された。このとき片側運転台付となり、運転台側は2枚窓非貫通スタイルを採用した。これは700型（初代）704が事故復旧の際に2枚窓として乗務員に好評だったことから採用されたものである。しかし、京阪線では本形式以降の車両には導入されなかった。なお、非運転台側は開戸付となった。また、特急用の1700系で導入された、先頭車正面部分の雨樋を少し下げるデザインが採用されている。
最初に更新された501・502・511・512・521・522の6両はdD6D6Dの側面割付であったが、503 - 510・513 - 520の16両では dD5D5D1の側面割付に変更された。なお、塗色は当時の一般車用である上半クリーム色・下半茶色になったが、1957年の1650型登場後は、上半若草色・下半青緑色に塗り替えられた。その後、地下線で建設された天満橋・淀屋橋間（1963年開通）の走行に備え、転落防止のために側窓下部に保護棒が設置され、窓のアルミサッシ化も行なわれた。
500型は長く250型・1500型を挟んだり、600・700型（初代）や1000型（2代）・1100型の増結車として充当されていたが、1967年に513 - 517の5両が中間電動車の580型（581 - 585）に、同じく518 - 522の5両が中間付随車の550型（551 - 555）に改造（運転台側貫通化・乗務員扉は溶接のみ）されて、同系列で組成するようになり、主電動機が1000型（2代）のTDK-517-1A1に交換された。
1967年までに800型（初代）や250型が廃車された後には交野線専用となった。ごくまれに三条 - 宇治間の普通で運用されたり、行楽時には淀屋橋 - 私市間臨時急行「きさいち号」にも充当されたが、1900系の格下げや、小型車であったこともあり、また車体幅の違いから、大津線への転属もされずに1976年までに廃車された。これにより京阪線区から小型車の在籍は無くなった。また同形式の廃車後、交野線は1300系・1700系・600系（2代）などの旧型車を中心に、時には1900系・2200系が運用されるようになった（ただし廃車前にもこれらの形式は時折運用され、時には暫定的に短編成に組んだ700系（2代）も運用に入っていた）。